# Manilyn Reynes
Manilyn Reynes (Cebu, 27 de abril de 1972) é uma atriz e cantora filipina.

## Filmografia

### Filmes
- To Mama with Love (1983)
- Minsan May Isang Ina (Best Child Actress - FAMAS) (1983)
- Dear Mama (1984) (Best Child Actress - FAMAS)
- Daddy Knows Best (1984)
- Ride on Baby (1985)
- I Have Three Hands (1985)
- Mga Kwento ni Lola Basyang (1985)
- When I Fall in Love (1986)
- Horsey-Horsey: Tigidig-Tigidig (1986)
- Ang Daigdig ay Isang Butil na Luha (1986)
- Batang Quiapo (1986)
- Payaso (1986)
- Jack en Poy: Hale-Hale Hoy (1987)
- Family Tree (1987)
- Bunsong Kerubin (1987)
- Stupid Cupid (1988) Babygirl ("Hahabul-Habol")
- Twinkle, Twinkle Magic Star (1988)
- Super Inday and The Golden Bibe (1988)
- Love Letters (1988) Melody ("Eternally")
- Petrang Kabayo at ang Pilyang Kuting (1988)
- Me and Ninja Liit (1988)
- Magic to Love (1989)
- Isang Araw Walang Diyos (1989)
- Super Mouse and the Roborats (1989)
- Ganda Babae, Ganda Lalake (1990)
- Michael and Madonna (1990)
- Feel na feel (1990)
- Shake Rattle and Roll 2 (1990) Portia ("Aswang")
- Kung Sino Pang Minamahal (1991)
- Luv ko si Ma'am (1991)
- Ang Leon at ang Kuting (1991)
- Small en Terrible (1991)
- Shake Rattle and Roll 3 (1991) Maloy ("Nanay")
- Daddy Goon (1992)
- Aswang (1992)
- Shake Rattle and Roll 4 (1992) Jodie ("Ang Guro")
- Michael and Madonna 2 (1993)
- Ligaw-ligawan, Kasal-kasalan, Bahay-bahayan (1993)
- Builag, Pipi at Bingi (1993)
- Ulong Pugot Naglalagot (1993)
- Multo in the City (1994)
- Ging Gang Gooly Giddiyap (1994)
- Shake Rattle and Roll 5 (1994) Lizbeth ("Impakto")
- Boy Gising (1995)
- Ober da bakod 2 (1995)
- Milyonaryong Mini (1996)
- Kailanman (1996)
- Wang Wang, Buhay Bombero (1997)
- Ibulong mo sa Diyos 2 (1997)
- Sa Piling ng Aswang (1999)
- Di Ko Kayang Tanggapin (2000)
- Super Idol (2001)
- Bahay ni Lola (2001)
- Shake Rattle and Roll 8 (2006) Jean ("LRT")
- One Night Only (2008)
- Ded na Si Lolo (2009)
- Love on Line (LOL) (2009)
- Hiwaga sa Balete Drive (2013)
- Miri: Ang Huling Henya (2013)

### Televisão
| Ano          | Título                                          | Papel                                                    | Emissora       |
| 2013         | ASAP18                                          | A própria artista convidado com Sheryl Cruz e Tina Paner | ABS-CBN        |
| 2013         | Got to Believe                                  | Betchay Tampipi                                          | ABS-CBN        |
| 2013         | Wansapanataym: Ang Nawawalang Ngipin Ni Tootsie | DiwaTeeth                                                | ABS-CBN        |
| 2013         | Magpakailanman: Rolando Niangar Story           | Sheryl Niangar                                           | GMA            |
| 2013         | Party Pilipinas                                 | Ela mesma                                                | GMA            |
| 2012         | Magpakailanman: The Ryzza Mae Dizon Story       | Rizza Dizon                                              | GMA Network    |
| 2012         | Maalaala Mo Kaya: Kandila                       | Anna                                                     | ABS-CBN        |
| 2012–Present | Pepito Manaloto: Ang Tunay na Kwento            | Elsa Manaloto                                            | GMA Network    |
| 2011         | Pidol's Wonderland: Goata Believe in Magic      | Vários                                                   | TV5            |
| 2011         | Untold Stories Face to Face                     | Vários                                                   | TV5            |
| 2011         | Daldalita                                       | Katrina                                                  | GMA Network    |
| 2011         | Magic Palayok                                   | Old Magic Palayok                                        | GMA Network    |
| 2009         | First Time                                      | Laura Luna                                               | GMA Network    |
| 2009         | Pepito Manaloto                                 | Elsa Manaloto                                            | GMA Network    |
| 2008         | SRO Cinema Serye: Eva Castillo Story            | Eva Castillo                                             | GMA Network    |
| 2008         | All My Life                                     | Sally Estrella                                           | GMA Network    |
| 2008         | The Singing Bee (2 ª temporada)                 | Jogador celebridade                                      | ABS-CBN        |
| 2007         | MariMar                                         | Yaya Corazon                                             | GMA Network    |
| 2006         | Mga Kuwento ni Lola Basyang                     | Narrador                                                 | GMA Network    |
| 2006         | Bakekang                                        | Martha                                                   | GMA Network    |
| 2006         | Magpakailanman                                  | Vários papel                                             | GMA Network    |
| 2005         | Moms                                            | Anfitrião                                                | QTV 11         |
| 2004         | Da Boy En Da Guard                              | Vários papel                                             | ABS-CBN        |
| 2001         | Sarap TV                                        | Host                                                     | ABS-CBN        |
| 2000         | Videoke with Arnel Ignacio                      | Jogador celebridade                                      | GMA Network    |
| 2000         | Onli En Da Pelepens                             |                                                          | ABS-CBN        |
| 1999 - 2003  | Wansapanataym                                   | Vários papel                                             | ABS-CBN        |
| 1998         | Sang Linggo Napo Sila                           | Anfitrião                                                | ABS-CBN        |
| 1997         | Hapi Kung Healthy                               | Anfitrião                                                | IBC 13         |
| 1997         | Ober Da Bakod                                   | Kasoy                                                    | GMA Network    |
| 1997         | Viva Cinerama Presents... Manilyn               | Vários papel                                             | GMA7           |
| 1996         | Star Drama Theater Presents... Manilyn          | Vários papel                                             | ABS-CBN        |
| 1996         | Maalaala Mo Kaya                                | Vários papel                                             | ABS-CBN        |
| 1995-1997    | Sang Linggo nAPO Sila                           | Ela mesma                                                | ABS-CBN        |
| 1995         | Okay Ka Fairy Ko                                | Prinsesa Lavender                                        | Channel 13     |
| 1994         | Manilyn Live                                    | Anfitrião                                                | Channel 9      |
| 1994         | Dear Manilyn                                    | Anfitrião                                                | Channel 9      |
| 1993         | Lunch Date                                      | Host                                                     | Channel 9      |
| 1992         | That's Entertainment                            | Ela mesma                                                | GMA Network    |
| 1991         | Young Love Sweet Love                           | Vários papel                                             | Channel 9      |
| 1987-1994    | Eat Bulaga                                      | Anfitrião                                                | RPN-9, ABS-CBN |
| 1988         | Gintong Kristal                                 | Vários papel                                             | IBC 13         |

## Discografia

### Singles
Apple Thoughts (1983)
- A Child's Dream
- Apple Thoughts

Manilyn... Christmas (1985)
- Merry Christmas, Darling!
- Give Love On Christmas Day
- Christmas Alphabet
- The Lord's Prayer
- O Holy Night
- Do You Hear What I Hear?
- Twelve Days Of Christmas
- Fairy Queen
- The Christmas Story
- The Miracle Of Christmas
- Have Yourself A Merry Little Christmas

Triplets (1986)
- Must Be Heaven
- Mine, Mine, Mine
- The Greatest Love Of All
- Must Be Heaven

Manilyn Reynes (1988)
- Sayang na Sayang
- Somewhere Along The Way
- Sad Song
- Asahan Mo
- I'll Always Love You
- Don't You Know
- Ingat Ka, Mahal Kita
- Baby, Baby

Heartbeat (1989)
- Feel Na Feel
- Ikaw Pa Rin
- Maaasahan Mo
- Maybe This Time
- Isang Pag-ibig
- Mixed Emotions
- Show Me
- If We Hold On Together

Gugma (1990)
High Energy (1990)
- Kung Sino Pang Minamahal
- Mr. Disco
- Our Last Goodbye
- Biro Lang
- Kabadong kabado
- Bakit Siya, Bakit Hindi Ako
- Pangako (duet with Ogie Alcasid)
- Isang Tulog Na Lang (duet with Janno Gibbs)

Still In Love With You (1992)
- Still In Love With You
- Pabago-bagong Isip
- Shake It Baby
- Sana ay tunay na
- Mismo
- Yakapin Mo Ako
- Munting Pangarap
- Isabel

Mula Sa Puso (1993)
- Nandito Pa Rin Ako
- Mula Sa Puso
- Nais Ko Ay Iyong Pag ibig
- Give Me Your Love
- You Are Mine
- Kaibigan

Voices (1995)
- Bakit Ngayon Ka Lang? (duet with Ogie Alcasid)
- Sana Kahit Minsan (duet with Lloyd Umali)
- Why Can't It be? (duet with Rannie Raymundo)
- Points of View (duet with Jamie Rivera)
- Nais Kong Malaman mo (duet with Kempee de Leon)
- Yakapin Mo Ako
- Together Forever (duet with Rico J. Puno)
- Bakit Ba Ganyan (duet with Dingdong Avanzado)

True Love Ways (1996)
- How Long?
- Nagbubulag-bulagan
- Sabik Na Sabik
- Pagkat Mahal Kita
- Babalik Pa Ba?
- I'll Never Forget
- True Love Ways
- Lagi Kang Alaala

Manilyn Reynes Ultimate Collection (2000)
- Sayang Na Sayang
- Ikaw Pa Rin
- Bakit Ngayon Ka Lang
- Feel Na Feel
- Sabik Na Sabik
- Yakapin Mo Ako
- Still in Love With You
- Mula Sa Puso Ko
- Mr. Disco
- Somewhere Along the Way
- Together Forever
- Shake It Baby
- Nagbubulag-Bulagan
- Give Me Your Love
- Nandito Pa Rin Ako
- Isang Pag-Ibig

Once More (2002)
- Sinusuyo, Niyayakap
- Minsan Minsan
- My World Keeps Getting Smaller
- Saka Mo Sabihin
- What's Forever For
- You to Me Are Everything
- Mula sa Sandaling Ito
- Love Me Like the First Time
- Where Did Our Love Go
- Kulang Pa Ba

### Álbuns
- Apple thoughts
- Manilyn
- Heartbeat
- High energy
- Still in love
- Mula sa puso
- Gugma
- Voices
- True love ways
- Once more